# Uwe Ecker
Uwe Ecker (* 26. September 1960 in Wesel, Niederrhein) ist ein deutscher Jazz-Schlagzeuger, der im Raum Köln aktiv ist.

## Leben und Wirken
Ecker tourte Mitte der 1980er-Jahre mit Dave Liebman, Klaus Ignatzek und Dieter Ilg, mit der das Album The Spell (Nabel, 1984) entstand. 1985 begleitete er Lauren Newton bei einer ORF-Rundfunkproduktion und ging mit der Sängerin und  Dieter Ilg auf Tournee.  1986 tourte er mit Klaus Ignatzek, Roman Schwaller sowie mit dem Thomas-Heberer-Quartett. Von 1986 bis 1988 war er Mitglied der Kölner Gruppe Nana (mit Roger Hanschel, Rainer Linke und Hans Lüdemann), mit der er u. a. auch bei den Leverkusener Jazztagen gastierte. Zwischen 1986 und 1990 studierte er an der Musikhochschule Köln; daneben hatte er Unterricht bei Marvin Smitty Smith, Kenwood Dennard, Victor Lewis und Christian Scheuber. Außerdem arbeitete er u. a. mit Michael Heupel und Peter Schulte. Von 1988 bis 1990 leitete Ecker ein eigenes Quintett (mit Renato Rozic, Saša Nestorović, Frank Gratkowski und Christian Ramond). 1988 tourte er mit dem Christoph Adams Trio (mit Pepe Berns); bei der Tournee kam es auch zu einem Auftritt mit Woody Shaw.
In den 1990er-Jahren konzentrierte sich Ecker auf die musikpädagogische Arbeit; zu seinen Schülern gehört u. a. Christoph Krieger, Oliver Mewes und Jochen Rückert. Von 1999 bis 2003 tourte er erneut mit einem eigenen Quartett mit Hugo Read, Jozef Dumoulin und Martin Gjakonovski. In den 2000er-Jahren tourte Ecker in Rumänien mit der Nicolas Simion Group (mit Martin Gjakonovski und Christopher Dell) und wirkte bei Plattenproduktionen und Tourneen mit dem Jazzquartett Septer Bourbon (mit Markus Burger, Jan von Klewitz und Martin Gjakonovski). 2010–2012 trat er u. a. mit Sherry Williams, James Linahon, Markus Burger und Martin Gjakonovski auf. Seit 2011 arbeitet er mit dem Pantagruel Jazz Quintett, aus dem sich ein von ihm geleitetes Quartett entwickelte, bestehend aus Michael Heupel, Dierk Peters und Volker Heinze, das 2014 mit dem Programm „The Music of Gentle Giant“ und mit Musik von Eric Satie tourte.

## Diskographische Hinweise
- Dave Liebman: The Spell (Nabel Records, 1984)
- Dave Liebman: Tender Mercies (Nabel Records, 1985)
- Septer Bourbon: Fishing for Complements (New Morning Records, 1996)
- Septer Bourbon: The Smile of the Honeycake Horse (Jazzline, 2001)